# Сан-Томазо-Агордіно
Сан-Томазо-Агордіно, Сан-Томазо-Аґордіно (італ. San Tomaso Agordino, вен. San Tomaso Agortin) — муніципалітет в Італії, у регіоні Венето, провінція Беллуно.
Сан-Томазо-Агордіно розташований на відстані близько 510 км на північ від Рима, 110 км на північ від Венеції, 33 км на північний захід від Беллуно.
Населення — 667 осіб (2014).
Щорічний фестиваль відбувається першої неділі вересня. 

## Демографія
Населення за роками:

Станом на 1 січня 2023 року в муніципалітеті офіційно проживало 12 іноземців з 7 країн, серед них 4 громадяни країн Євросоюзу.

## Сусідні муніципалітети
- Аллеге
- Ченченіге-Агордіно
- Рокка-П'єторе
- Таїбон-Агордіно
- Валлада-Агордіна